# El Heddaf
El Heddaf (Arabisch: الهداف - de doelpuntenmaker) is een Algerijns dagblad, dat in krantvorm verschijnt en volledig gewijd is aan voetbal. De krant heeft ook een Franstalige editie genaamd Le Buteur.